# Hógolyózás (szexuális tevékenység)

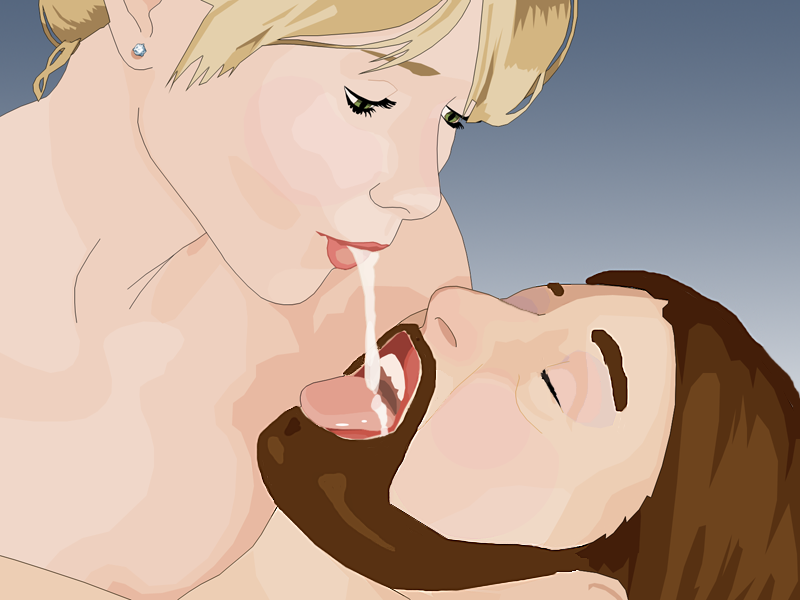
Hógolyózás ábrázolása heteroszexuális pár esetén

A hógolyózás, más néven habcsók, elterjedt angol kifejezéssel snowballing, vagy snowdropping szexuális tevékenység, melynek során a magömlést követően a szájba juttatott ondót a partnerek egymás szájába adják tovább. Ez történhet egy csók keretében, vagy egyszerűen átcsorgatással. A tevékenység heteroszexuális és homoszexuális kapcsolatban is lehetséges, de a kifejezést kezdetben homoszexuális körökben használták.
Legjellemzőbb formája, amikor a férfi partnere szájába ejakulál, majd az visszajuttatja az ondót a férfi szájába, és ezt oda-vissza akár többször is ismételhetik. Ez esetben a nyállal keveredő ondó egyre habosabb állagú lesz, innen ered a magyar nyelvben elterjedt habcsók kifejezés. Csoportszexnél lehetséges, hogy nem két, hanem több partner adja szájról szájra az ondót. Olyan változata is lehetséges, hogy a férfi partnere testére ejakulál, majd azt onnan szájába véve a partnere szájába juttatja azt.